# 古田陽久
古田 陽久（ふるた はるひさ、1951年4月24日 - ）は、世界遺産に関する研究者で、自身が設立したシンクタンクせとうち総合研究機構から刊行されている著書をはじめ、多数の著書がある。1998年に世界遺産総合研究所を設立し、所長となっている。

## 経歴
山口県萩市を本籍に広島県呉市生まれ。広島県立呉三津田高等学校卒業、慶應義塾大学経済学部卒業。15年間の総合商社勤務（日商岩井（現：双日））を経て、1990年（平成2年）シンクタンクせとうち総合研究機構を設立。1995年（平成7年）11月に、それまで資料の少なかったユネスコの「世界遺産」に関するデータを『世界遺産データ・ブック』(シンクタンクせとうち総合研究機構発行）として出版、朝日新聞の全国版（1995年12月14日朝刊大阪本社版では「生活予報」、東京本社版では「世界遺産ひと目で　140カ国、440件紹介」）で紹介される。同書は日本図書館協会選定図書、全国学校図書館協議会選定図書となった。
1998年（平成10年）に世界遺産総合研究所を設立し、現職。2001年（平成13年）の北海道弟子屈町商工会青年部による世界に誇れる郷土の宝もの「摩周湖」をユネスコの世界遺産に登録する為の活動を支援する講演・シンポジウムを契機に、教育・観光・まちづくりなど地域振興の視点から、全国的な世界遺産登録運動の機運と道筋を、その著書「世界遺産Q&A－世界遺産化への道しるべ－」（シンクタンクせとうち総合研究機構発行　日本図書館協会選定図書　1998年（平成10年）10月）「誇れる郷土ガイドー全国の世界遺産登録運動の動きー」（シンクタンクせとうち総合研究機構発行　　2003年（平成15年）1月）等の出版、朝日新聞朝刊be Report　2004年（平成16年）12月4日）、日本経済新聞「世界遺産「知床に続け」登録運動で街づくり」　2005年（平成17年）7月18日）での論評、それに、全国各地での講演活動を通じて創生した。
『世界遺産Q&A－世界遺産化への道しるべ－』は、その後も改訂され、台湾では中国語版『世界遺産Q&A　世界遺産基礎知識』（2003年）として、行政院文化建設委員会と文化台湾発展協会から出版された。また、新たな学問として「世界遺産学」を提唱、アジア地域における「世界遺産研究」のフロンティアとして各方面で評価される（後術の各国での講演歴参照）。地方を拠点に、世界的、全国的な視野で、教育・出版・講演などを展開している。広島市佐伯区在住。
本人が公表しているプロフィールによれば、2002年5月ウズベキスタン国立芸術アカデミー(ウズベキスタン・タシケント市)、2003年9月中国国立西南師範大学(現西南大学　中国・重慶市)、2009年7月延世大学（韓国・ソウル市）、2014年10月国立雲林科技大学（台湾・雲林県斗六市）などで講演し、2004年11月17日広島女学院大学生活文化学会秋季講演会、2008年5月神戸大学国際文化学部異文化コミュニケーション講座、2006年7月25日中京大学オープンカレッジ、2007年4月～2009年8月サイバー大学教授、2013年3月福岡県立大学附属研究所、2013年11月国際基督教大学のICU祭、2016年10月21日中国大運河フォーラム（中新社、中国・浙江省杭州市人民政府主催）などで講演した。しばしばテレビ、ラジオ、新聞等で世界遺産関連のコメントを求められる。

## 著作
自身が設立したシンクタンクせとうち総合研究機構からは、各種世界遺産関連書籍を毎年刊行しているほか、『誇れる郷土ガイド』なども刊行している（ほとんどは古田真美との共著）。ほかの著書・監修書としては以下のものがある。
- 『世界の記憶遺産60』（共著、幻冬舎、2015年）
- 監修書『ズバリ図解　世界遺産』（ぶんか社文庫、2008年）

### 主要論文等
- 「特集　世界遺産の山旅　「世界遺産と経済」」（月刊「岳人」 2018年9月号）
- 監修「特集 東南アジア「世界遺産」を航く」（にっぽん丸会員誌『海』No.80、2014年）
- 「ユネスコ世界記憶遺産とは何か」（世界人権宣言大阪連絡会議ニュース 2014年3月10日）
- 「隠岐」の魅力を世界へ（山陰中央新報朝刊【談論風発】 2013年11月23日）
- 「世界遺産登録 国際的理解に知恵絞れ」（河北新報朝刊【持論時論】 2013年5月23日）
- 「富士山／鎌倉 明と暗」（北海道新聞夕刊　2013年5月10日）
- 「石見銀山 世界遺産5周年／7月2日を登録記念日に」（山陰中央新報朝刊【談論風発】 2012年7月7日）
- 「世界遺産条約40年の節目」（中国新聞朝刊【今を読む】 2012年6月19日）
- 「復興への記録を後世に」（岩手日報【日報論壇】 2012年4月2日）
- 「利尻・礼文・サロベツ原野／大雪山と日高山脈　世界遺産暫定リスト入りを」（北海道新聞夕刊 2012年2月10日）
- 「世界遺産を活用した地域振興－『世界遺産基準』の地域づくり・まちづくり－」（月刊「地方議会人」2011年9月号）
- 「中国から世界遺産を学ぶ」（月刊中国NEWS 2011年8月号）
- 「北海道・北東北を中心とした縄文遺跡群と御所野遺跡」（御所野縄文博物館　2010年2月）
- 「週刊フムフム大図解「危機遺産」」（北海道新聞　2009年9月12日）
- 「サンデー版大図解『守りたい　人類の宝　危機遺産』」（東京新聞、中日新聞、北陸中日新聞　2009年8月23日）
- 「世界遺産の現状と課題－世界遺産教育の重要性－」（サイバー大学 『サイバー大学紀要』第1号　2009年3月）
- 「世の中ペディア 世界遺産」（自由国民社『現代用語の基礎知識』 2009年1月）
- 「JMBツアーニュースコラム『大自然と世界遺産に魅了される国　オーストラリア』」（日本航空（JAL）2008年12月）
- 「日本における世界遺産教育の現状と課題」（（社）国際環境研究協会 『地球環境』 Vol. 13 No.1 世界遺産特集号 2008年2月）
- 「世の中ペディア 世界遺産の"いま"」（自由国民社『現代用語の基礎知識』 2008年1月）
- 『世界遺産入門』（機構団信広報委員会 2007年8月）
- 「論点 『世界遺産の現状を考える－脅威に対抗する知恵を－』」（毎日新聞 朝刊 2006年8月）
- 「世界と日本の大図解シリーズ 『日本の世界遺産』」（東京新聞 2006年6月）
- 「世界遺産とまちづくり」（大阪ガスエネルギー・文化研究所　季刊雑誌『CEL』第176号 2006年3月）
- 『平成17年度地域振興シナリオ推進事業 「緑川流域の石橋群認知度アップ事業」』（熊本県上益城地域振興局 2006年3月）
- 『A Country Study on World Heritage Education in Japan』（UNESCO Office Beijing 2005年3月）
- 『北東アジア地域の世界遺産を通じた観光交流を考える』（環日本海アカデミック・フォーラム2004年3月）
- 「世界遺産とは何かー理念・歴史と日本の関わりー」（財団法人日本交通公社『観光文化』第164号 2003年11月）
- 「世界遺産と鉄道遺産」（土木学会『土木学会誌』Vol 88 2003年2月）
- 『ウズベキスタン「ボイスン地方の文化空間」を訪ねて』（ユネスコ・アジア文化センター　2002年10月）
- 「ユネスコ世界遺産と土木遺産」（土木学会『土木学会誌』Vol 85 2000年6月）
- 「調査月報連載『データで見るお国柄』」（日本政策金融公庫、2011年4月号 - 2012年3月号）

## 受賞歴
- 「世界ジオパーク・隠岐のローソク岩」（ふるさとテレビ第8回お国自慢ふるさとコンクール　写真の部 ふるさと会担当副会長賞／NTTドコモ賞　2014年3月）
- 「呉ルネッサンス構想」（毎日郷土提言賞広島県優秀賞受賞　1989年8月）
- 「明日の地球企業ー日商岩井への政策提言」（日商岩井株式会社　合併20周年記念社内論文入選　1989年1月）
- 「埼玉の土地問題を考える」（毎日郷土提言賞埼玉県優秀賞受賞　1988年8月）
- 「アイデンティティは緑」（埼玉県川口市懸賞論文優秀賞受賞　1988年2月）
- 「緑ゆたかな都市づくりへの政策提言」（財団法人都市緑化基金・読売新聞社主催　第7回緑の都市賞建設大臣賞受賞　1987年10月）
- 「街づくりと産業の振興」（埼玉県川口市懸賞論文最優秀賞受賞　1987年3月）
- 「みんなで語ろう東京ーわたしの提言」（東京都知事賞受賞　1986年12月）
- 「川口メッセ構想」（埼玉県川口市懸賞論文最優秀賞受賞　1986年3月）

## 作詞
- 「悠久の石橋の町～熊本・緑川流域の石橋群～」（2022年3月）
- 「くれ町通り～わたしのふるさと ふるさとは呉じゃけん～」（2024年11月）